# HR 6806
HR 6806 — оранжевый карлик, расположенный в 36 световых годах от Земли в созвездии Геркулеса. Звезда меньше Солнца, имеет около 79% от массы Солнца и 79% от радиуса Солнца и 35% от светимости Солнца. Похоже, что он медленно вращается с расчётным периодом обращения в 42 дня. В 1988 году было замечено, что звезда имеет неактивную хромосферу с напряжённостью поверхностного магнитного поля всего 1500 Гс. С 1990 года активность в хромосфере возросла в соответствии с наблюдавшимся ранее 16-летним звездным циклом. Но где-то после 1994 года (точная дата неизвестна из-за перерыва в сборе данных между 1995 и 2004 годами) хромосферная активность значительно снизилась и оставалась неизменной более 16 лет. Возраст звезды составляет около 6 миллиардов лет.
Предполагалось, что поблизости находится очень холодный и очень тусклый коричневый карлик от T9 до Y, WISE J180901.07+383805.4, с угловым расстоянием 769″, что соответствовало бы предполагаемому разделению 8460 а.е. на расстоянии от HR 6806. Однако при дальнейшем наблюдении компаньон оказался более голубым, чем казалось на первый взгляд, и более типичным для чуть более яркого карлика T7, что даёт оценку расстояния в 91 световой год (28 парсек). Это подтверждается разным собственным движением звезды и этого объекта.